# Playa de Fuenterrabía

La Playa de Fuenterrabía está situada al sudeste del Cabo Higuer y al noroeste de la desembocadura de la ría del Bidasoa, en el municipio guipuzcoano de Fuenterrabía, País Vasco (España).
La playa ve favorecida su formación debido a un espigón que discurre lateralmente de norte a sur.